# Sauromates III
Tiberio Julio Sauromates III Philocaesar Philoromaios Eusebes (en griego: Τιβέριος Ἰούλιος Σαυροματης Φιλόκαισαρ Φιλορώμαίος Eυσεbής : Τιβέριος Ἰούλιος Σαυροματης Φιλόκαισαρ Φιλορώμαίος Eυσεbής) fue un rey del Bósforo que reinó aproximadamente de 229/230 a 232/233.

## Origen
Hijo de Rescuporis II, este rey es conocido únicamente por sus monedas datadas en 231, que llevan la leyenda « ΒΑΣΙΛΕΩΣ ΣΑΥΡΟΜΑΤΟΥ » (i.e. « rey Sauromatès »), con al anverso a derecha, visto de tres cuartos por delante, un busto de Sauromates llevando una diadema, con un globo delante, y al dorso el busto laureado de Alejandro Severo a la derecha, con el busto visto a tres cuartos, y tres globos colocados en triángulo.

## Reinado
El corto reinado de Sauromates III, contemporáneo de Alejandro Severo, parece seguir al de Rescuporis II (211-228), su padre, y ser contemporáneo del de Cotis III (228-233), su hermano y corregente (?).

## Posteridad
Un cierto Rescuporis III (?), que es tal vez su hijo, fue rey en 233/235.